# Patrick Bateman
Patrick Bateman é o protagonista e narrador no romance American Psycho de Bret Easton Ellis e na adaptação fílmica. Bateman é um banqueiro de investimento materialista de Wall Street que leva uma vida secreta como um assassino em série. O personagem aparece brevemente em outros romances de Ellis e suas adaptações em filme e teatro.

## Biografia e perfil
Bateman trabalha como um especialista em fusões e aquisições na ficcional firma de investimento em Wall Street de Pierce & Pierce (também a firma de Sherman McCoy em The Bonfire of the Vanities) e vive na 55 West 81st Street, Upper West Side no décimo-primeiro andar do American Gardens Building (onde ele é um vizinho do ator Tom Cruise). Em sua vida secreta, entretanto, Bateman é um serial killer assassinando uma variedade de pessoas, desde desabrigados até prostitutas. Seus crimes—incluindo estupro, tortura, necrofilia, e canibalismo—são descritos em detalhes gráficos no romance.
Bateman vem de uma rica família. Seus pais têm uma casa em Long Island, e ele menciona uma casa de verão em Newport. Seus pais divorciaram algum tempo antes, enquanto sua mãe ficou doente e agora reside em um sanatório. Seu pai, que primeiro apareceu no romance precedente de Ellis The Rules of Attraction, cresceu em uma propriedade em Connecticut, e agora possui um apartamento no Carlyle Hotel em Manhattan. Presume-se que ele esteja morto, já que é mencionado apenas no tempo passado durante o romance. O irmão mais jovem de Bateman, Sean estuda em Camden College (e é um protagonista do romance prévio de Ellis, The Rules of Attraction, no qual Patrick Bateman foi o primeiro a ser introduzido). Bateman estudou na Phillips Exeter Academy como escola preparatória. Ele se graduou na Harvard College em 1984 e Harvard Business School dois anos mais tarde, e se mudou para New York.
Pelo fim do romance, ele acredita estar perto de ser preso por assassinar um colega chamado Paul Allen e deixa uma mensagem na secretária eletrônica de seu advogado confessando seus crimes. Quando ele corre para seu advogado em uma festa, entretanto, o homem confunde ele por outro alguém e conta para ele que a mensagem deve ter sido uma piada, pois o advogado havia encontrado com Allen dias antes. Bateman percebe que a punição e notoriedade que ele deseja estará sempre fora de seu alcance e que ele está preso dentro de uma existência sem sentido: "Isso não é uma saída".
Bateman atua como narrador ao longo do filme, mas são desconhecidos se os atos de violência foram reais ou simplesmente alucinações. Isso é revelado quando ele confessa um assassinato para seu advogado e tal confissão é rejeitada, dizendo que ele tinha jantado com aquela pessoa após o presumido assassinato acontecer. Portanto, Bateman é um narrador não confiável, incapaz de distinguir fantasia da realidade.

## Personalidade
Como escrito por Ellis, Bateman é o derradeiro estereótipo da ganância yuppie; rico, raso, e viciado em sexo, drogas, e consumo conspícuo. Todos de seus amigos se parecem como ele, ao ponto que ele frequentemente confunde um pelo outro, assim como também eles o confunde com outras pessoas. Bateman toma deleite em obsessivamente detalhar virtualmente toda e cada característica de suas roupas de grife, rotina de exercícios, cartões de negócios, drinks alcóolicos, um elaborado high-end stereo e sistema de som home theater. Ele está engajado com uma igualmente rica, rasa mulher chamada Evelyn Williams. Ele tem uma amante paralelamente e tem ligações regulares com prostitutas e mulheres que ele encontra em clubes, muitas das quais acabam sendo suas vítimas. A única mulher (e possivelmente a única pessoa) em sua vida com quem ele tem qualquer coisa que se aproxima de sentimentos é em sua secretária, Jean. Ele sente que é a única pessoa em sua vida que não é completamente rasa, então ele não a pode atrair para seduzir ou matar. Ele casualmente reconhece ela como "Jean, minha secretária apaixonada por mim" e introduz ela na narração como alguém que ele provavelmente "casará algum dia". 
Apesar de sua afluência em alto status social, Bateman é dominado por sentimentos de insegurança e auto-ódio. Ele mata muitas de suas vítimas porque elas fazem ele se sentir inadequado, usualmente por ter melhor gosto que ele tem. Ele é profundamente desgostado por outros, bem como, seus amigos zombam dele como o "garoto vizinho"; seu próprio advogado refere-se a ele como um "puxa-saco maldito... um idiota"; e ele é descartado como "yuppie trash" por pessoas do lado de fora de seu círculo social. 
Bateman frequentemente expressa dúvidas considerando sua própria sanidade e ele tem periódicos ataques de psicose, durante as quais ele alucina. Isso é deixado aberto para interpretação seja onde Bateman realmente comete os atos que ele descreve, ou seja onde ele está meramente alucinando; ele é, portanto, um narrador não confiável. No clímax da história, Bateman chama seu advogado e deixa uma longa e detalhada mensagem confessando todos de seus crimes. Ele mais tarde corre para seu advogado, que esse, confundindo por outro alguém, descarta a confissão como uma piada, também afirmando em ter tido jantado com uma de suas vítimas após Bateman ter supostamente matado ele, deixando a suposta realidade dos seus atos abertos para a interpretação da audiência.
Embora Bateman frequentemente afirma que ele é desprovido de emoção, também descreve experiênciar momentos de fúria, pânico ou luto, estando na "beira de cair no choro" — frequentemente sobre inconveniências triviais, tais como relembrar em retornar videotapes ou tentar obter reservas de jantares. No meio de desmembrar uma vítima, ele colapsa, soluçando que ele "só quer ser amado". Ele toma psicotrópicos, como Xanax, para controlar essas emoções. Ele publicamente expõe uma filosofia de tolerância, igualdade e "valores morais tradicionais", porque ele acha que o faria ser mais amável. Porém, no filme, mostra que ele está apenas pondo sobre si, uma máscara social de pessoa amável. No filme, ele diz: "eu não quero um mundo melhor para ninguém, na verdade, eu quero infringir minha dor aos outros". Como todo o resto sobre sua persona pública, seu serviço discursivo para tolerância e igualdade é uma farsa; ele é de fato virulentamente racista, classista, misógino e homofóbico.
Bateman compensa essas inseguranças através da vaidade obsessiva e aliciamento pessoal, com uma inabalável atenção ao detalhismo. Ele compra a mais elegante e roupa cara, e o máximo de acessórios possíveis (e.g. Salvatore Ferragamo, Alan Flusser e ternos Valentino, os óculos Oliver Peoples e bens de couro Jean-Paul Gaultier, Louis Vuitton e Bottega Veneta) como um meio de efetivar algum "controle" sobre sua vida caótica. Da mesma forma, ele categoriza as pessoas pelo que elas vestem e como elas parecem, porque elas são facilmente "entendíveis" em termos de rótulos e estereótipos. O apartamento de Bateman também é firmemente controlado em termos de aparência e gosto, com a última música, comida, e arte.
Bateman mata mais ou menos indiscriminadamente, com nenhum preferido tipo de vítima e nenhum método de matar consistente ou preferido. Ao longo do romance, ele mata homens, mulheres, animais, e, em um momento, uma criança. Bateman assassina mulheres majoritariamente por prazer sexual sádico, frequentemente durante ou apenas após o sexo, e é também um prolífico estuprador. Ele mata homens porque eles o enfurecem ou o irritam, ou o fazem se sentir inferior. No caso da criança, Bateman desejou em ver se ele iria gostar disso, mas achou isso insatisfatório desde que a morte da criança não iria afetar muitas pessoas como a de um adulto iria. Periodicamente, ele em matéria de fatos, confessa seus crimes para seus amigos, colegas de trabalho, e até mesmo, completos estranhos ("eu gosto de dissecar meninas, você sabia que sou louco?") apenas para ver se eles estão realmente escutando ele. Eles tanto não acham, ou pensam que ele está brincando.

## Fora deAmerican Psycho
Bateman fez sua primeira aparição no romance de Ellis em 1987, The Rules of Attraction (em qual Sean, seu irmão, é um personagem principal); nenhuma indicação é dada de que ele é um assassino em série. Bateman também faz uma curta aparição no romance de Ellis em 1998, Glamorama, com "manchas estranhas" na lapela de seu terno Armani.
Bateman também apareceu nos e-mails American Psycho 2000 (transcritos aqui), quais foram escritos como uma campanha publicitária para o filme. Embora sejam frequentemente acreditados a Ellis, eles foram realmente escritos por um ou mais autores não nomeados e aprovados por Ellis antes de serem publicados. American Psycho 2000 serviu como um tipo de "prequela" para o romance original. Os e-mails tomam lugar em 2000, um pouco mais de uma década desde o romance. Bateman está na psicoterapia com um Dr. M. Ele está também casado com Jean, sua antiga secretária. Eles têm um filho, Patrick Bateman Jr. (P.B.), que tem oito anos de idade. Na história, Bateman fala sobre terapia, tentando um divórcio de Jean, seus renovados sentimentos sobre assassinato, e idealizando seu filho. No fim, é revelado que o 'real' Bateman, que 'escreve' os e-mails, é o dono da companhia que produz o filme.
Bateman apareceu no romance de Ellis de 2005, Lunar Park, em qual o Bret Easton Ellis fictício confessa que escrever American Psycho parecia como canalizar as palavras de um violento espírito ao invés que escrever qualquer coisa ele mesmo. Este fantasma—Bateman—assombra a casa de Ellis. Um personagem também vem para a festa de Halloween de Ellis vestido como Patrick Bateman, e um assassino imitador está aparentemente padronizando ele mesmo em Bateman. Em direção ao fim do romance, Ellis escreve a 'última' história de Bateman como um caminho de confrontar e controlar o personagem, bem como as questões que Ellis criou Bateman como um significado de contenção. Bateman, por todos os intentos e propostas, morre em um incêndio em uma doca do barco.
Na série da Showtime, Dexter, o protagonista Dexter Morgan, ele mesmo um assassino em série, usa o alias "Dr. Patrick Bateman" para adquirir M-99 para o uso de incapacitar suas vítimas.
Há também um recorrente personagem no video game Criminal Case nomeado Christian Bateman (uma combinação dos nomes Christian Bale e Patrick Bateman) modelado após o personagem.

## Em filme e no palco
Embora Christian Bale tenha sido a primeira escolha para a parte por ambos Ellis e Harron, os produtores ofereceram a parte para Keanu Reeves, Edward Norton, e Brad Pitt. Leonardo DiCaprio foi cotado para interpretar o personagem, mas Ellis (como explicado no DVD de American Psycho) decidiu que ele iria parecer muito jovem, especialmente imediatamente após Titanic. Em adição, seus gerentes pensaram que o papel era "muito violento" e poderia potencialmente prejudicar sua carreira. Bateman foi também retratado por Dechen Thurman, um irmão de Uma Thurman, no documentário de 2000, This Is Not an Exit: The Fictional World of Bret Easton Ellis. Michael Kremko interpretou Bateman no spin-off American Psycho 2, em qual o personagem é morto por uma aspirante vítima. Afora do personagem aparecendo no filme, a sequela não tem outra conexão para o filme anterior e tem sido denunciada por Ellis.
Cenas com o personagem foram gravadas para a adaptação fílmica de 2002 de The Rules of Attraction. Ellis revelou em uma entrevista que o diretor Roger Avary pediu Bale para reprisar o papel, mas Bale levou abaixo a oferta, e Avary pediu para Ellis ele mesmo em retratar Bateman. Ellis recusou, afirmando que ele "pensou que isso tal foi uma terrível e confusa ideia", e Avary eventualmente gravou as cenas com Casper Van Dien. As cenas, entretanto, foram ultimamente cortadas da versão final do filme.
Em um entrevista de 2009 com Black Book, diretora Mary Harron disse, "Conversamos sobre o quão marciano [o personagem] Patrick Bateman era, como ele olhava para o mundo como alguém de outro mundo, observadno as pessoas tentando encontrar a melhor maneira de se comportarem,e então um dia [Christian] me ligou,ele estava assistindo Tom Cruise no programa do David Letterman, e teve uma enorme sensação de falta de amizade por trás dos olhos do Tom, e ele foi tomado por essa sensação.."
Estrela de Doctor Who, Matt Smith interpretou o papel na versão musical de palco do romance em 2013, com música e letra por Duncan Sheik e  livro por Roberto Aguirre-Sacasa, no Almeida Theatre de Londres. Em 2016, Benjamin Walker retratou Bateman em uma produção do musical da Broadway, qual abriu de 21 de março-5 de junho, 2016.

## Cronologia
- Outubro de 1962: Patrick Bateman nasce.[10]
- 1980: Bateman se gradua na Phillips Exeter Academy.
- 1984: Bateman se gradua na Harvard University.
- 1985: Bateman tem uma curta discussão com seu estranho irmão Sean sobre seu futuro.
- 1986: Bateman se gradua na Harvard Business School.
  - Do tempo de sua graduação, ao longo do fim de American Psycho, Bateman trabalha na Pierce & Pierce.
- ca. 1996: Bateman aparece no clube de Victor em Glamorama com "manchas estranhas" em seu terno.
- 2000: Bateman entra na terapia com um Dr. M. Isso aparece nos e-mails American Psycho 2000. Nesses e-mails, ele está se divorciando de Jean, com quem ele tem estado casado por ao menos cinco anos, e com quem ele tem um filho. Ele começou sua própria firma de corretores para enriquecer mais que era no romance original. Seus gostos estão ainda mais refinados. Suas tendências homicidas (ou pensamentos) parecem ter esfriado um pouco com o nascimento de seu filho e têm amadurecido com o passar do tempo, mas não têm desaparecido completamente.
- 2003: Ellis mata de vez Patrick Bateman escrevendo um relato do serial killer sendo preso em um incêndio no pier. Ver Lunar Park.